# هورامان کردستان عراق
هه‌ورامان کردستان عراق یا هه‌ورامان عراق نام ناحیه‌ای از اقلیم کردستان عراق و استان تازه تأسیس حلبچه است که حدود هزار کیلومترمربع مساحت و ۱۰۰ هزار نفر جمعیت دارد و سکونت‌گاه کردهای هورامی بوده و مردم آن به زبان کردی هورامی سخن می‌گویند.

## جغرافیا و آب و هوا
ناحیه هورامان کوهستانی و پر برف و باران است. میزان بارندگی سالیانه حدود ۹۰۰-۸۰۰ میلی‌متر می‌باشد. بیشتر این بارش به صورت برف و در قلل و دامنه کوه‌ها می‌بارد.

## شهرها و روستاهای کردهای هورامی‌ در کردستان عراق
- شهر طویله: در شمال شرقی شوشمه و نوسود
- پالانیا: در شمال شوشمه و نوسود
- سوسَکان: در غرب طویله
- دره تفی: در غرب سوسکان
- بَلخه: روستای بزرگی در شمال غربی طویله
- درگاه شیخان: در شمال بلخه
- شهر بیاره: در شمال درگاه شیخان و غرب هانه گرمله
- شهر خورمال: در شمال بیاره و هم‌مرز ایران
- دره قیصر: در غرب بیاره
- خَریانی: در غرب بیاره
- خَرگیلان: تقریباً در شمال غربی بیاره
- زردَهال یا بنجه‌دری: در شمال شرقی بیاره
- نارنجله: در شمال بیاره
- گولپ: در شمال بیاره
- باخَکون: در شمال بیاره
- گچینه: در شمال غربی که یمنه و شرق باخکون
- سَرگَت: در شمال کیمنه
- هانه دن: در شمال کیمنه
- دره مر: در جنوب درکی ایران
- زلم: در غرب دزلی
- هانه قول: در جنوب غربی دزلی
- ایلانپی: در شمال غربی دزلی
- احمد آوا: در غرب زلم

## منبع
بر پایه داده‌هایی در: فرمانداری سروآباد